# Matsubara
Matsubara (松原市 -shi) é uma cidade japonesa localizada na província de Osaka.
Em 2003 a cidade tinha uma população estimada em 130 795 habitantes e uma densidade populacional de 7 850,84 h/km². Tem uma área total de 16,66 km².
Recebeu o estatuto de cidade a 1 de Fevereiro de 1955.